# Incilius macrocristatus
Espèce
Synonymes
- Bufo valliceps macrocristatus Firschein & Smith, 1957
- Bufo macrocristatus Firschein & Smith, 1957

Statut de conservation UICN

 VU B1ab(iii) : Vulnérable
Incilius macrocristatus est une espèce d'amphibiens de la famille des Bufonidae.

## Répartition

Distribution

Cette espèce se rencontre entre 1 000 et 1 600 m d'altitude :
- au Mexique dans la Sierra Chimalapa dans l'est de l'État d'Oaxaca et au Chiapas ;
- au Guatemala dans la Sierra Madre de Chiapas et la Sierra de los Cuchumatanes.

## Publication originale
- Firschein & Smith, 1957 : A High Crested Race of Toad (Bufo valliceps) and Other Noteworthy Reptiles and Amphibians from Southern Mexico. Herpetologica, vol. 13, no 3, p. 219-222.